# Kiritimati

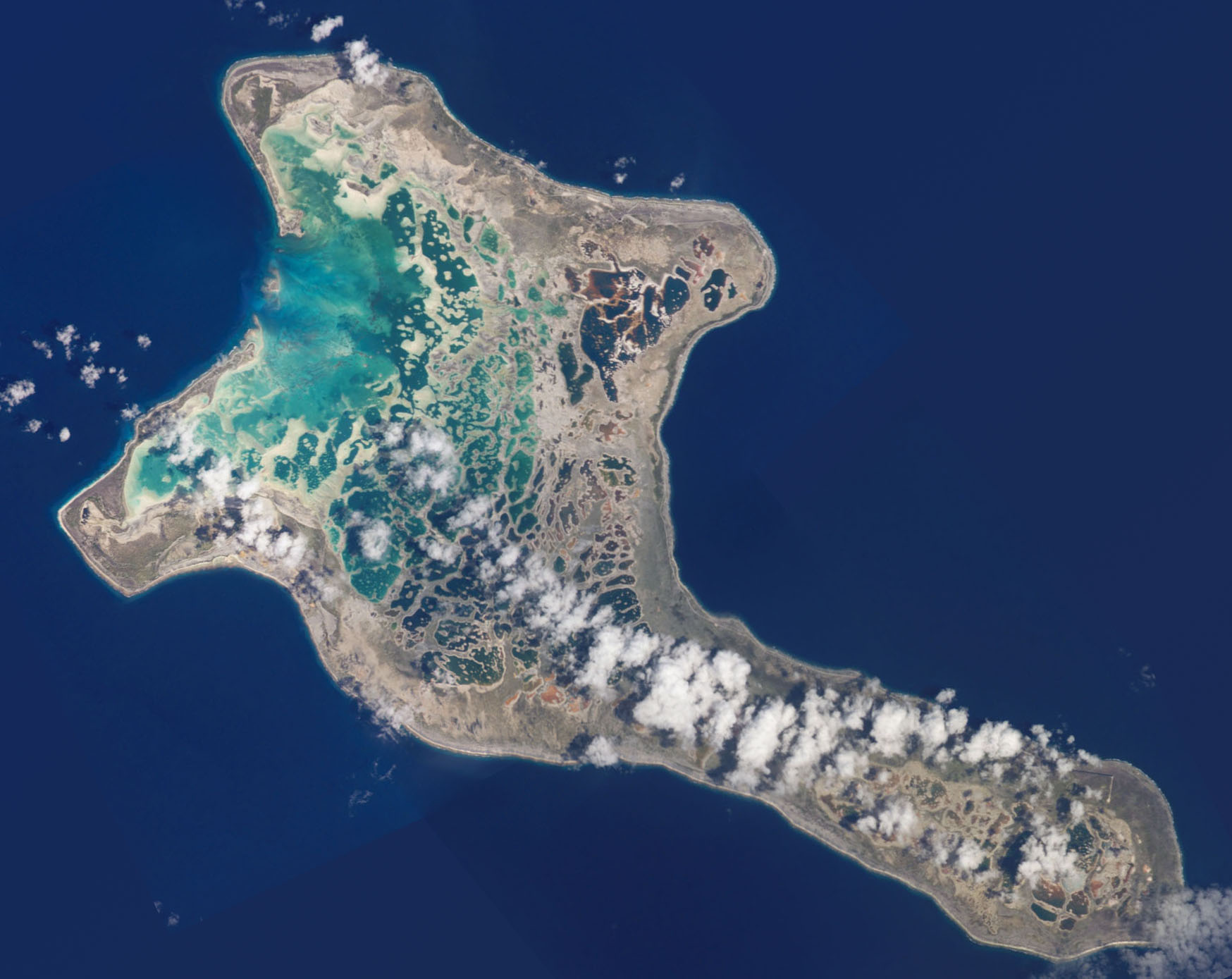
Pohled na atol z družice

Kiritimati (též Vánoční ostrov, anglicky Christmas Island) je atol v Tichém oceánu v severním řetězci Liniových ostrovů, součást republiky Kiribati. Je to největší korálový atol na světě. Jeho rozloha je 388 km² (s lagunou podobné velikosti) a zabírá 70 %[zdroj?] celkové rozlohy Kiribati, které se skládá z 33 tichomořských atolů. Ostrov pojmenoval kapitán James Cook jako Vánoční, protože ho objevil na Štědrý den roku 1777. V roce 2010 zde žilo přibližně 5600 obyvatel, největšími osadami jsou Tabwakea, London a Banana. Kiritimati se společně s ostatními Liniovými ostrovy, které patří Kiribati, nachází v časovém pásmu UTC+14:00 a je prvním obydleným místem na Zemi, kde začíná nový den a nový rok (úplně prvním je neobydleným atol Caroline).
Atol má obvod okolo 150 km a některé jeho laguny jsou vyschlé. Kromě hlavního ostrova se kolem nachází i několik menších ostrovů. Cookův ostrov má rozlohu 19 ha, další ostrovy jsou Motu Upua (19 ha), Ngaontetaake (27 ha) a Motu Tabu (3,5 ha).